# Petrovina
 Ovo je glavno značenje pojma Petrovina. Za druga značenja pogledajte Petrovina (razdvojba).
Petrovina je selo kod Jastrebarskog. Prema popisu iz 2001. godine ima 274 stanovnika koji žive u 86 kućanstava.
Crkva Sv. Petra u Petrovini jedinstveni je spomenik kulture jaskanskog kraja, najviše spomeničke vrijednosti. Neprocjenjive su prelijepe freske iz prve polovice 15. stoljeća, starogotska rebra u svetištu, zvonik građen prije 1668. te oltari Mihaela Arkanđela i Žalosne gospe koji se ubrajaju u najljepše manirističke oltare sjeverozapadne Hrvatske. Grobna kapelica Sv. Tijela Kristova građena je 1668.
Petrovina je bila dugogodišnji posjed zagrebačkog Kaptola, a spominje se u 13. st. pod imenom Podgorje i našto kasnije kao Biskupec. Sajamski privilegij dobiva 1804. godine. Prema pečatu iz 1671. godine boje grba rekonstruirao je Emilij Laszowski.

## Stanovništvo
| broj stanovnika | 460   | 549   | 545   | 575   | 568   | 510   | 543   | 485   | 459   | 491   | 458   | 399   | 344   | 388   | 274   | 246   | 208   |
|                 | 1857. | 1869. | 1880. | 1890. | 1900. | 1910. | 1921. | 1931. | 1948. | 1953. | 1961. | 1971. | 1981. | 1991. | 2001. | 2011. | 2021. |

## Znamenitosti
- Crkva svetog Petra ApostolaCrkva sv. Petra Apostola, zaštićeno kulturno dobro